# وینستون جوزف دوگان
وینستون جوزف دوگان (انگلیسی: Winston Dugan, 1st Baron Dugan of Victoria; ۳ سپتامبر ۱۸۷۶ – ۱۷ اوت ۱۹۵۱) نظامی و سیاست‌مدار اهل بریتانیا بود. وی همچنین برندهٔ جوایزی همچون نشان حمام شده‌است.